# Bassa d'Édessa
Bassa d'Édessa (en grec médiéval : Βάσσα / Vassa), est une sainte et martyre chrétienne du IVe siècle. Elle aurait été exécutée avec ses trois fils sous le règne de Galère.
Sa mémoire est commémorée le 21 août dans l'Église catholique et dans l'Église orthodoxe.

## Biographie
Selon les récits hagiographiques la concernant, elle aurait vécu au début du IVe siècle à Édessa. Son époux aurait été un prêtre polythéiste du nom de Valère dont elle aurait eu trois fils, nommés Théognis, Agapius et Pistus. Pendant une persécution sous le règne de Galère (305-311), elle aurait été dénoncée par Valère.
Ses trois fils auraient ensuite été exécutés avant elle avec de nombreuses tortures, selon les récits hagiographiques. Elle aurait ensuite elle-même subit le martyre dans un récit légendaire où elle est jetée dans la mer, est sauvée par trois saints arrivant sur un navire, ses fils, selon Nicodème l'Hagiorite, puis se rend huit jours plus tard à Cyzique, où elle est décapitée.

## Célébration
Une église portant son nom est érigée à Chalcédoine à une période précédant probablement le Ve siècle. Elle est commémorée le 21 août dans l'Église catholique et dans l'Église orthodoxe,.